# A Francia Idegenlégió a kultúrában
A Francia Idegenlégióról a közvéleményben általánosan elfogadott romantikus nézet, hogy itt a civil életüket elhagyó bűnözők, nincstelenek próbálnak szerencsét. Ezt a nézetet csak erősíti az idők során megjelent regények, dalok vagy filmek.

## Zene
- Mon légionnaire – Édith Piaf
- Le Fanion de la Légion – Édith Piaf
- Non, je ne regrette rien – Édith Piaf
- French Foreign Legion – Frank Sinatra
- The Legionnaire's Lament – The Decemberists – 2002
- Irány a légió! – Bon-Bon

## Film
- A három testőr Afrikában – 1996
- Princ, a katona – 1967
- A légiós (Legionnaire) – 1998
- Katonák voltunk (We Were Soldiers) – 2002
- A múmia (Mummy) – 1999
- Oroszlánszív (Lionheart) – 1990
- March or Die – 1978

## Könyv

### Regény
- A pokol zsoldosai – Rejtő Jenő – 1936
- Jó üzlet a halál – Rejtő Jenő – 1937
- Menni vagy meghalni – Rejtő Jenő – 1937
- A fehér folt – Rejtő Jenő – 1938
- Bradley Tamás visszaüt – Rejtő Jenő – 1939
- A láthatatlan légió – Rejtő Jenő – 1939
- Az elátkozott part – Rejtő Jenő – 1940
- Három testőr Afrikában – Rejtő Jenő – 1940
- A tizennégy karátos autó – Rejtő Jenő – 1940
- Csontbrigád – Rejtő Jenő – 1941
- Vanek úr Párizsban – Rejtő Jenő – 1942, megjelent: 1986
- Az ellopott század – Rejtő Jenő
- A Sárga Garnizon – Rejtő Jenő
- Az előretolt helyőrség – Rejtő Jenő
- A kék csillag – P. C. Wren – 1924
- A sivatag titka – P. C. Wren
- Az ideál csókja – P. C. Wren
- Biggles Foreign Legionnaire – W. E. John – 1954
- The Flying Carpet – Richard Halliburton
- Blood Money – Azam Gill
- Légió mindhalálig – Rejtő Jenő

### Életrajz
- Ante Gotovina, "A tábornok" című életrajzi könyve Ante Gotovina légiós életét mutatja be. A könyvet Nenad Ivankovic írta.
- Jaime Salazar, 2005-ös "Az elveszettek légiója" (eregeti címe: Legion of the Lost) című könyve egy amerikai állampolgárról szól, aki belép a légióba.
- Milorad Ulemek korai légiós élményeit írja le "A légiós" című könyvében.
- Josic Julien – "Az idegenlégiós"
- Susan Travers: Bátraké a holnap. Angol kisasszony az idegenlégióban. Park Kiadó, Bp. 2002.[1]
- Szűrös Iván: Légió mindhalálig(?). Szolnok, 1993.[2]

### Monográfia
- Nóvé Béla: Patria nostra – '56-os menekült kamaszok a Francia Idegenlégióban. Balassi Kiadó, 2016.

## Képregény
- Mickey egér 1936-os, Floyd Gottfredson által írt történetében belép a légióba